# Muscicapa griseisticta

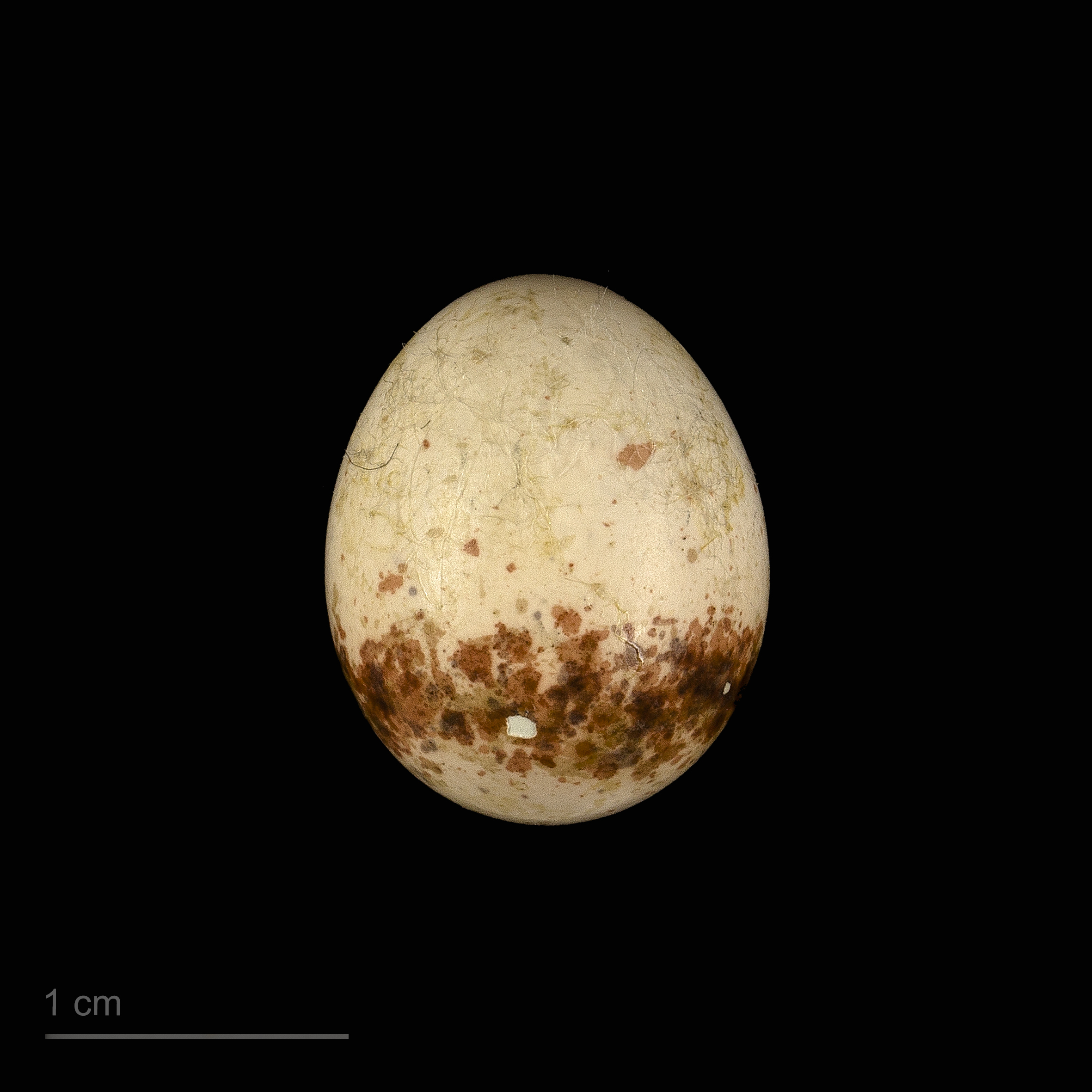
Tojása

A Muscicapa griseisticta a madarak (Aves) osztályának verébalakúak (Passeriformes) rendjébe, ezen belül a légykapófélék (Muscicapidae) családjába tartozó faj.

## Rendszerezése
A fajt Robert Swinhoe angol ornitológus írta le 1861-ben, a Hemichelidon nembe Hemichelidon griseisticta néven.

## Előfordulása
Fészkelőterületébe beletartozik Kína északkeleti része, Észak-Korea valamint Oroszország (Szibéria délkeleti része, Kamcsatka és Szahalin szigete).
Tavasszal és ősszel előfordul Kína déli és délkeleti részén, valamint Dél-Korea, Japán és  Tajvan területén is, de itt nem fészkel.
Telelőterülete Borneó szigetén (ott mind az indonéz mind a maláj részeken), a Fülöp-szigetek, Palau valamint Indonézia keleti szigetein és Pápua Új-Guinea területén van.
Kóborlóként feltűnt már Szingapúr, Vietnám és az Amerikai Egyesült Államok (csak Alaszka) területén is.
A természetes élőhelyei a trópusi és szubtrópusi síkvidéki- és hegyvidéki esőerdők, mérsékelt övi erdők, füves puszták és cserjések, valamint ültetvények és városi régiók. Vonuló faj.

## Megjelenése
Testhossza 12,5–14 centiméter, testtömege 15–17,5 gramm.

## Életmódja
Valószínűleg gerinctelenekkel és magvakkal táplálkozik.
|  |

## Természetvédelmi helyzete
Az elterjedési területe rendkívül nagy, egyedszáma pedig stabil. A Természetvédelmi Világszövetség Vörös listáján nem fenyegetett fajként szerepel.